# Pumpkinhead – A bosszú démona
A Pumpkinhead – A bosszú démona (eredeti cím: Pumpkinhead) egy 1988-as amerikai horrorfilm. A Pumpkinhead magyarul Tökfejet jelent, így a filmben hívják a Pumpkinhead démont Tökfejszörnynek is. A filmnek három folytatása készült. A filmet a híres trükktechnikus Stan Winston rendezte, aki a címszereplő lényt is megalkotta.

## Történet
Ed Harley (Lance Henriksen) egy kis boltot üzemeltet távol vidéken, ahová egyik nap városi fiatalok érkeznek. A fiatalok véletlenül motorozás közben elütik Ed fiát. Ám nem gondolják, hogy a férfi hihetetlen haragra gerjed, és megidézi a kegyetlen teremtményt, hogy bosszút álljon.

## Szereplők
Lance Henriksen (Ed Harley) 

Cynthia Bain (Tracy) 

Jeff East (Chris) 

Joel Hoffman (Steve) 

és Kimberly Ross (Kim)

## Érdekességek
+ A film elkészülte után képregény is készült a történetből. 

+ Lance Henriksen a 2. rész kivételével mindegyik folytatásban szerepelt (Pumpkinhead 3: Porból porrá és a Pumpkinhead 4: Ősellenség című filmben is)